# La comunión de los Apóstoles (Barocci)
La comunión de los Apóstoles, o Institución de la Eucaristía, es un cuadro de Federico Barocci sobre la Última Cena, ubicado en la iglesia de Santa Maria sopra Minerva en Roma. Fue encargado para la capilla familiar del papa Clemente VIII Aldobrandini y pintado entre 1603 y 1608.
Lo más probable es que la vista de La Presentación de la Virgen de Barocci en su inauguración en 1603 en la Chiesa Nuova (Santa Maria in Vallicella) condujera a la comisión de La Comunión cuatro meses después. El 13 de agosto de 1603 el papa se comunicó con Giacomo Sorbolongo, ministro del duque de Urbino (el artista residía en Urbino y trabajaba bajo el patrocinio de su duque, Francesco Maria II della Rovere) sobre la adquisición de una obra de Barocci. En este momento el Cavaliere d'Arpino era el artista más importante del papa; la carta continúa pidiendo que no se informe a d'Arpino sobre la comisión.

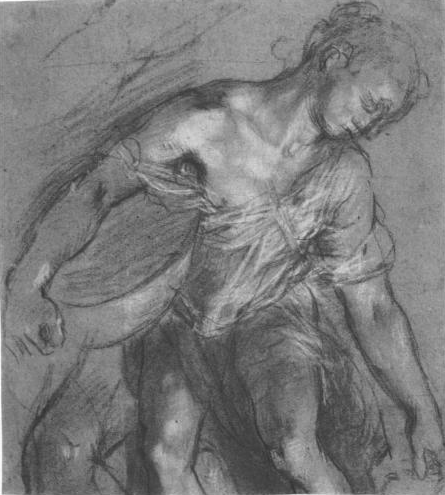
Estudio para el sirviente del frente izquierdo, hacia 1604

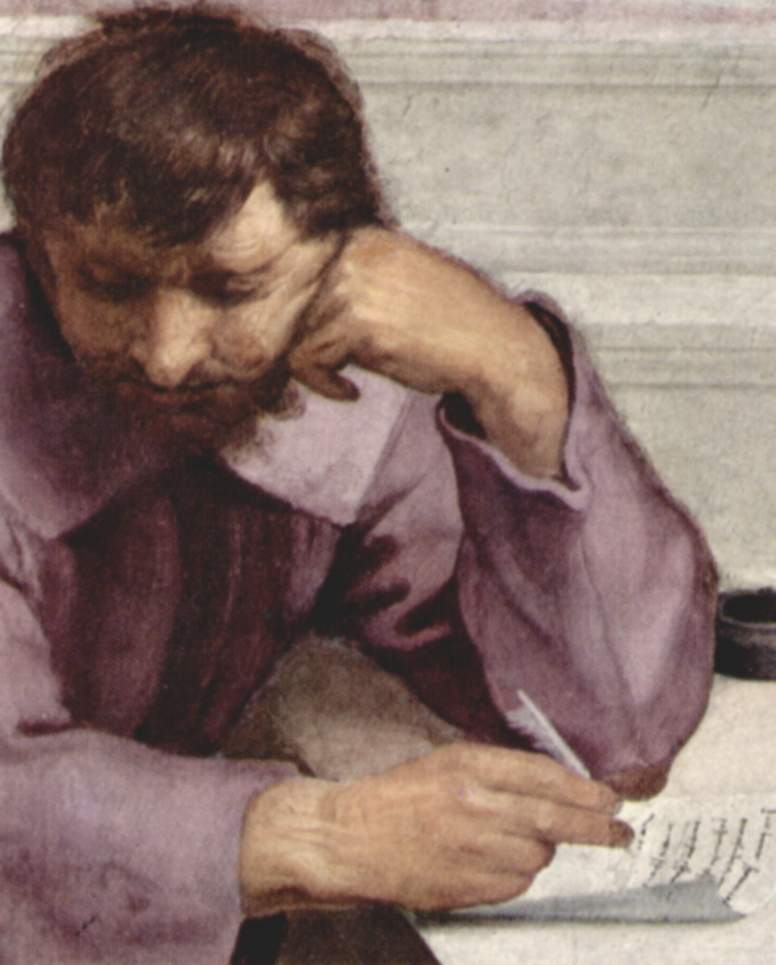
Detalle de la Escuela de Atenas, Miguel Ángel como Heráclito

El encargo se completó íntegramente en Urbino y se hicieron esfuerzos para proporcionar a Barocci información extensa sobre la capilla a la que se destinaba la obra, que había sido pintada al fresco por Cherubino Alberti con un Triunfo de la Santa Cruz. Según el historiador Gian Pietro Bellori el papa recibió bocetos preparatorios. Clemente VIII pidió la eliminación de la representación de Satanás del diseño original, y luego pidió que se tratara de una escena nocturna.
Barocci introduce en su cuadro una cita de la Escuela de Atenas de Rafael al insertar un personaje muy similar al Heráclito que aparece en el fresco y que se cree que es un retrato de Miguel Ángel. Significativamente, Barocci utiliza esta cita para representar a Judas Iscariote en su obra, quien de esta manera adopta la apariencia de Miguel Ángel. Esto era un comentario particularmente fuerte sobre el estatus de Miguel Ángel para una audiencia familiarizada con esta asociación. Además, citando directamente a Rafael, cuyo ideas artísticas eran la antítesis de las de Miguel Ángel y estaban siendo favorecidas por la iglesia clementina, Barocci (y por implicación el papa Clemente VIII) insertó un comentario sobre el estatus relativo de los dos artistas dentro de la iglesia de la época.
Barocci pidió 1.500 escudos por la obra. Sin duda, la tarifa estuvo influenciada por el número de figuras. En el mismo punto de su carrera (1604), había aceptado 300 escudos por un Cristo en la Cruz  mucho más sencillo (hoy conservado en el Museo del Prado, Madrid).